# The Velvet Underground
The Velvet Underground je rock'n'roll sastav osnovan 1965. u New Yorku, prestali s djelovanjem 1971. te nakratko ponovno zasvirali zajedno u originalnoj postavi 1993. godine.
Vjerojatno su jedan od najutjecajnijih sastava svih vremena iako nisu imali baš previše uspjeha na top-listama što i ne čudi ako se uzme u obzir da su svirali izrazito eksperimentalnu glazbu sa, do tada, neuobičajenim i taboo temama: droge, sadomazohizam, ulično nasilje...
Sastav su osnovali Lou Reed (vokal, gitara) i Sterling Morrison (gitara) a ubrzo su im se pridružili i multiinstrumentalist John Cale (bas-gitara, viola, klavijature) te Maureen Tucker zvana "Moe" na bubnjevima. Ime su uzeli po jeftinom S&M romanu te su ubrzo postali poznatim u art krugovima. Njihov rani zvuk bio je značajno obilježen glasnim dronovima, velikom količinom buke te dokumentaristički preciznim i kontroverznim tekstovima Lou Reeda.
Uskoro ih je zamjetio te pod svoje okrilje uzeo Andy Warhol, dodao im pjevačicu Nico pa su počeli češće svirati po galerijama i umjetničkim skupovima što ih je, u konačnici, dovelo i do snimanja prvog albuma. Album The Velvet Underground And Nico se slabo prodavao no do danas je ostao jedan od najutjecajnijih rock albuma svih vremena. Pažnju je privlačio time što se svojom mračnom tematikom i začudnim zvucima izrazito razlikovao od većine tadašnje flower power produkcije. 
Kratko nakon snimanja prvog albuma Nico napušta sastav i kreće u solo karijeru, a ostatak grupe se zatvara u studio gdje snimaju jedan od najglasnijih albuma u povijesti rocka White Light/White Heat prepun skričavih gitara i čudne buke. Tematika pjesama je još kontroverznije zagrebala po samom dnu: teške droge, ubojstva, prostitucija, transseksualne orgije... No, tijekom turneje nakon tog albuma svađe među članovima se sve veće. U konačnici, John Cale odlazi i započinje vrlo uspješnu solo karijeru a Lou Reed definitivno preuzima poziciju vođe grupe.
Na trećem albumu The Velvet Underground novi član grupe postaje gitarist Doug Yule, a glazba doživljava promjene. Odjednom počinju svirati lagane, tihe i pomalo kontemplativne skladbe no tekstualno zadržavaju uličnu retoriku.
Nakon raspada sastava, izdan je čitav niz kompilacija, live albuma i raznih "ranije neizdanih" snimaka. Od svega toga ponajviše bi vrijedilo izdvojiti kompilaciju više koncertnih snimki izdanu 1979. godine pod naslovom 1969 - The Velvet Underground Live.
Grupa se, u originalnoj postavi (bez pokojne Nico), ponovo okupila 1993. godine te održala par koncerata. Najzapaženiji povratnički koncert održan je u Parizu i objavljen kao album. 

## Albumi
- The Velvet Underground And Nico (1967.)
- White Light/White Heat (1968.)
- The Velvet Underground (1969.)
- Loaded (1971.)
- Sqeeze (1973.)